# Історичне джерело

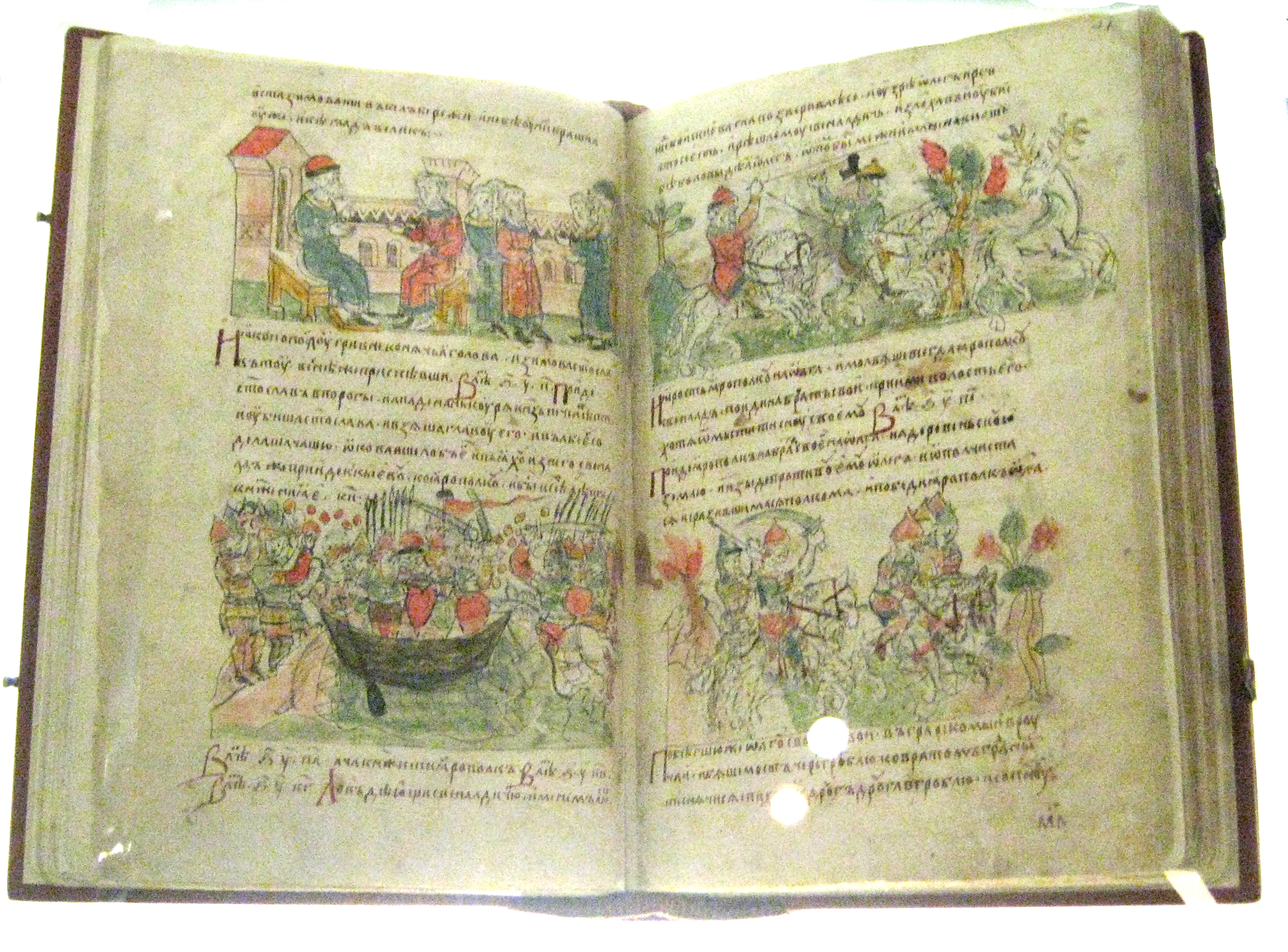
Радзивіллівський літопис, як найдавніше ілюстроване писемне джерело з історії Київської Русі

Історичне джерело — носій історичної інформації, певна кількість артефактів минулого (старожитностей), що виникли як продукт розвитку природи й культури та відображають той чи інший бік людської діяльності. Тому зміст цього поняття цілком залежить від комплексу уявлень епохи про залишки минулого.

## Типи
Історичні джерела підрозділяються на:
- Речові — посуд, зброя, одяг, іграшки, техніка,
- Письмові — книжки, блокноти, енциклопедії, розмальовки, документи, свитки,
- Усні — легенди, міфи, думи, казки, перекази

тощо.

### Письмові джерела
Такі письмові джерела, як хроніки, документи, листи, займають центральне місце серед інших історичних джерел, їх ще називають первинними історичними текстами або першоджерелами. Історичні джерела виступають як свідчення, відображення, образи, сліди минулого, використання яких служить реконструкції історичного минулого. У ході такої реконструкції виникають історичні праці — статті, монографії, підручники — їх називають вторинними історичними текстами (або історіографією).
По суті можна розділити всі джерела, використовувані в історичних дослідженнях, на два основних класи: історичні й археологічні. Всі знаряддя і результати людської діяльності розглядаються як феномени-артефакти, в яких «закодована» інформація про цю діяльність. У випадках, коли письмові джерела відсутні, доводиться використовувати винятково археологічні джерела.
Науку про історичні джерела, теорію й практику їх використання в історичних дослідженнях називають джерелознавство (історичне джерелознавство).

### Речові джерела
Серед інших типів джерел вирізняються саме речові. Велику групу з-поміж них складають археологічні джерела, вивчення останніх, зокрема, дає нам відомості про розселення, культуру, звичаї та вірування людей, які жили задовго до нас. За функціональним призначенням речові джерела поділяються на кілька класів: знаряддя праці, речі побуту, зброя, предмети прикладного мистецтва, монети, ордени, медалі, печатки, прикраси, технічні засоби та пристрої, архітектурні споруди тощо. Кожен з цих класів досліджує окрема спеціальна історична дисципліна (нагороди — фалеристика; медалі — медальєрика; одяг, однострої — етнологія та уніформознавство; печатки — сфрагістика тощо).